# LightZone
LightZone es un programa de software libre para el tratamiento fotográfico y revelado de archivos RAW, enfocado principalmente al control completo del flujo de trabajo, de modo análogo a lo que hace el programa Lightroom de Adobe Systems. Es un programa multiplataforma y de código abierto, siendo uno de los más utilizado para esta tarea en entorno Linux y una opción de gran calidad actualmente. Inicialmente fue desarrollado por Light Crafts, empresa que ya no existe. Tras la desaparición de esta fue retomado por una activa comunidad de desarrolladores que lo han elevado a unos importantes niveles de calidad.

## Historia
Inicialmente las versiones para Windows, Mac OS X y Linux eran de distribución comercial, pasando la versión de Linux a ser gratuita desde las primeras versiones posteriores.
A mediados de septiembre de 2011 la web de la empresa Light Crafts cesó su contenido sin previo aviso ni ninguna información adicional. Según parece Fabio Riccardi, su fundador y principal desarrollador trabaja actualmente para una empresa del entorno de Apple. La última versión del programa desarrollada por esta empresa fue la 3.9, excepto para Mac, que fue la 3.9.2.
Posteriormente el desarrollo y actualización del programa pasó a manos del proyecto ‘’LightZombie’’, que en diciembre de 2012, fue redirigido al actual LightZoneProject con una comunicación de Anton Kast, uno de los autores iniciales del proyecto, informando de que se había negociado y conseguido el código fuente del programa para convertirlo en software libre.
En junio de 2013 aparecieron nuevos paquetes del programa con licencias para las plataformas GNU/Linux, Mac y Windows platforms.  
En noviembre de 2015 LightZone saca una potente y actualizada versión del programa.

## Características
LightZone sirve para trabajar tanto con imágenes en formato Raw (negativo digital) como para imágenes en JPEG u otros formatos.
LightZone puede aplicar transformaciones tipo o predeterminadas, llamadas ‘’estilos’’ en esta aplicación, pudiendo aplicarlas a grupos de imágenes. Con este tipo de operación el fotógrafo puede crear sus propias preferencias de corrección para cada Raw, de modo que una vez creado pueda aplicarse a una serie de imágenes anteriores o a imágenes de la misma fuente (modelo de cámara, características lumínicas…) que se carguen posteriormente.
Es importante tener en cuenta que LightZone es un editor no destructivo que trata las imágenes originales, como un bien precioso y no editable. Siempre que LightZone trata una imagen, tanto sea un fichero RAW como JPEG, crea un nuevo fichero, manteniendo intacto el original. Tanto es así que incluso los JPEG LightZone crean un fichero de salida con metadatos con referencia al fichero original y el total de cambios realizados en él. De este modo, cualquier cambio realizado en LightZone sobre una imagen puede ser siempre deshecho, incluso tras haberse guardado el archivo, y evita las comprensiones posteriores de las imágenes JPG, algo totalmente habitual en otros programas.

## Premio
- 2007. Premio Choice Award en los 23 MacWorld.

## Programas similares
- Lightroom. Programa de pago.